# 악마는 디테일에 있다
악마는 디테일에 있다(The devil is in the detail)는 문제점이나 불가사의한 요소가 세부사항 속에 숨어있다는 의미의 속담이며 어떤 것이 대충 보면 쉬워 보이지만 제대로 해내려면 예상했던 것보다 더 많은 시간과 노력을 쏟아부어야 한다는 것을 의미한다. 무언가를 할 때는 철저하게 해야 한다는, 세부사항이 중요하다는 의미의 '신은 디테일에 있다'(God is in the detail)는 표현에서 유래하였다.

## 어원
'신은 디테일에 있다'는 속담은 다수의 사람들, 특히 독일 출신의 건축가 루트비히 미스 반 데어 로에 (1886-1969) 에 관한 뉴욕 타임스의 사망 기사에 기록된 반 데어 로에의 발언을 통해 유명해졌다. 하지만 그 표현이 그로부터 유래하지는 않았다고 보는 게 일반적이다. 이 표현은 예술사가 아비 바르부르크(en:Aby Warburg) (1866-1929) 가 좋아하는 표현이라고 알려지기도 했는데, 그의 전기를 써낸 에른스트 곰브리치는 이 표현이 바르부르크가 만들어낸 것인지 확언하지 않았다. 초기의 형태 '선한 신은 디테일에 있다'(Le bon Dieu est dans le détail )는 귀스타브 플로베르가 만들어냈다고 알려졌다. 바틀렛명언사전(en:Bartlett's Familiar Quotations) 은 속담의 작가를 익명으로 등록했다. 이 구는 1965년에 존재가 입증되었으며 1969년에는 실존하는 속담으로 분류되었다.

## 변형
이 표현은 몇 가지의 변형이 있다: (The/A) Devil (is) in the Detail(s). 원래의 표현인 "God is in the detail" 은 보통 "s" 없이 "detail"로 끝나지만 구어체에서는 자주 "s"를 붙여 사용하며, 이 때 "s" 가 없는 "detail" 은 단수 명사와 집단 명사로 사용될 수 있다. 하지만 단수형 명사 "detail"은 군사적인 민간무장경호(en:security detail)  에서의 '보직', 디테일링(:eu:Auto Detailing)에서의 '차량의 세척과 광내기' ("to detail") 등, 특정한 맥락에서 다른 뜻을 의미하도록 변형되어, 주제의 요점을 좀 더 명확히 지칭하기 위해 복수형 "details"가 사용된다.
최근에 '행정은 디테일에 있다'(Governing (is) in the Detail(s))와 '진실은 디테일에 있다'((The) Truth (is) in the Detail(s)) 라는 표현이 등장하였다.

## 유사 속담
다른 언어에도 비슷한 속담이 있다:
- 불가리아어 : Малките камъчета преобръщат колата. – 작은 자갈이 차를 뒤집는다.
- 러시아어 : Дьявол прячется в мелочах. – 악마는 사소한 것들 속에 숨어있다.
- 헝가리어 : Az ördög a részletekben rejlik. - 악마는 디테일 안에 숨어있다.